# Johannes Schweiggl
Johannes Schweiggl (14 de septiembre de 1987) es un deportista italiano que compitió en ciclismo de montaña en la disciplina de campo a través. Ganó una medalla de plata en el Campeonato Mundial de Ciclismo de Montaña de 2005 y una medalla de oro en el Campeonato Europeo de Ciclismo de Montaña de 2005.

## Palmarés internacional
| Campeonato Mundial | Campeonato Mundial    | Campeonato Mundial | Campeonato Mundial         |
| Año                | Lugar                 | Medalla            | Competición                |
| ------------------ | --------------------- | ------------------ | -------------------------- |
| 2005               | Livigno (Italia)      | Medalla de plata   | Campo a través por relevos |
| Campeonato Europeo |                       |                    |                            |
| Año                | Lugar                 | Medalla            | Competición                |
| 2005               | Kluisbergen (Bélgica) | Medalla de oro     | Campo a través por relevos |